# Makrana
Makrana là một thành phố và khu đô thị của quận Nagaur thuộc bang Rajasthan, Ấn Độ.

## Địa lý
Makrana có vị trí 27°03′B 74°43′Đ / 27,05°B 74,72°Đ Nó có độ cao trung bình là 408 mét (1338 feet).

## Nhân khẩu
Theo điều tra dân số năm 2001 của Ấn Độ, Makrana có dân số 83.289 người. Phái nam chiếm 52% tổng số dân và phái nữ chiếm 48%. Makrana có tỷ lệ 55% biết đọc biết viết, thấp hơn tỷ lệ trung bình toàn quốc là 59,5%: tỷ lệ cho phái nam là 65%, và tỷ lệ cho phái nữ là 44%. Tại Makrana, 20% dân số nhỏ hơn 6 tuổi.